# 马萨尔科雷格
马萨尔科雷格，是西班牙加泰罗尼亚莱里达省的一个市镇。 总面积14平方公里，总人口598人（2001年），人口密度43人/平方公里。